# Settimo San Pietro
Settimo San Pietro (en sard, Sètimu) és un municipi italià, situat a la regió de Sardenya i a la Ciutat metropolitana de Càller. L'any 2001 tenia 5.949 habitants. Es troba a la regió de Campidano di Cagliari. Limita amb els municipis de Quartucciu, Selargius, Serdiana, Sestu, Sinnai i Soleminis.

## Administració
| Període | Identitat          | Partit        |
| ------- | ------------------ | ------------- |
| 2005-   | Constantino Palmas | Llista cívica |